# أساطير هندوسية
الأساطير الهندوسية هي مجموعة كبيرة من الحكايات التقليدية المتعلقة بـالهندوسية، ولا سيما على النحو الوارد في الأدب السنسكريتي، مثل الملاحم السنسكريتية وبورانا (Purana). ومثل المجموعة الفرعية من الثقافة الهندية والنيبالية. بدلاً من كونها تمثل بنية واحدة متسقة ومتجانسة، فهي عبارة عن مجموعة من التقاليد المختلفة طورتها مجموعة من الطوائف المختلفة والمدارس الشعبية والفلسفية في بقاع وعصور مختلفة، ولم تخضع بالضرورة للأدب الهندوسي المرتبط بأحداثهم التاريخية، ولكن تأخذ طابعًا عميقًا وغالبًا ما يكون رمزيًا مما يعني وجود مجموعة معقدة من التفسيرات.